# Ironman d'Hawaï 1979
Navigation
Édition précédente Édition suivante
L'Ironman d'Hawaï 1979 se déroule le 14 janvier 1979 à Honolulu dans l'État d'Hawaï. Il est organisé par John et Judy Collins.

## Résumé historique
La seconde édition organisée par John et Judy Collins doit initialement se dérouler le samedi 13 janvier et 28 compétiteurs sont inscrits pour prendre le départ. Des conditions météorologues et un vent extrême repousse la compétition au lendemain mais ils ne sont plus que quinze à prendre le départ sous un temps exécrable. La partie natation est rendu très périlleuse et dangereuse dans une mer très agitée. Gordon Haller sort 9e de l'eau après avoir zigzaguer pendant 112 minutes sur le parcours.
Tom Warren gérant d'un établissement mêlant salle de sport et débit de boisson, remporte cette deuxième édition. 1979 voit aussi Lyn Lemaire devenir la première Ironwoman, elle finit en 5e position de la compétition. À l'issue de la course, alors que John Collins pense modifier son format d'épreuve pour attirer plus de compétiteurs, le journaliste Barry McDermott du journal Sports Illustrated, présent pour la couverture d'un tournoi de golf, découvre par hasard cette compétition hors norme et produit un reportage de dix pages dans un des plus grands magazines de sport au monde. John Collins reçoit alors plusieurs dizaines de demandes de participation.

## Résultats

### Hommes
| Pos.    | Temps            | Nom           | Pays       | Détail temps    | Détail temps | Détail temps    | Détail temps | Détail temps    |
| Pos.    | Temps            | Nom           | Pays       | Natation        | T1           | Cyclisme        | T2           | Course à pied   |
| ------- | ---------------- | ------------- | ---------- | --------------- | ------------ | --------------- | ------------ | --------------- |
|         | 11 h 15 min 56 s | Tom Warren    | États-Unis | 1 h 06 min 15 s | 0 min 00 s   | 6 h 19 min 00 s | 0 min 00 s   | 3 h 51 min 00 s |
|         | 12 h 03 min 56 s | John Dunbar   | États-Unis | 1 h 09 min 55 s | 0 min 00 s   | 6 h 51 min 00 s | 0 min 00 s   | 4 h 03 min 00 s |
|         | 12 h 23 min 30 s | Ian Emberson  | États-Unis | 1 h 02 min 35 s | 0 min 00 s   | 6 h 53 min 00 s | 0 min 00 s   | 4 h 28 min 00 s |
| 4       | 12 h 31 min 53 s | Gordon Haller | États-Unis | 1 h 51 min 59 s | 0 min 00 s   | 6 h 57 min 00 s | 0 min 00 s   | 3 h 43 min 00 s |
| 5       | 13 h 43 min 00 s | Ron Seiple    | États-Unis | 1 h 58 min 47 s | 0 min 00 s   | 6 h 47 min 00 s | 0 min 00 s   | 4 h 57 min 00 s |
| 6       | 14 h 55 min 08 s | Henry Forest  | États-Unis | 2 h 09 min 49 s | 0 min 00 s   | 8 h 12 min 00 s | 0 min 00 s   | 4 h 33 min 00 s |
| 7       | 16 h 41 min 42 s | Ken Shirk     | États-Unis | 2 h 27 min 35 s | 0 min 00 s   | 8 h 53 min 00 s | 0 min 00 s   | 5 h 20 min 00 s |
| 8       | 21 h 45 min 00 s | Jim Weil      | États-Unis | 2 h 20 min 05 s | 0 min 00 s   |                 | 0 min 00 s   |                 |
| 9       | 21 h 45 min 00 s | Buck Swannick | États-Unis | 2 h 17 min 00 s | 0 min 00 s   |                 | 0 min 00 s   |                 |
| 10      | 21 h 45 min 00 s | Jay Cassell   | États-Unis | 2 h 52 min 00 s | 0 min 00 s   |                 | 0 min 00 s   |                 |
| Source: |                  |               |            |                 |              |                 |              |                 |

### Femmes
| Pos.    | Temps            | Nom         | Pays       | Détail temps    | Détail temps | Détail temps    | Détail temps | Détail temps    |
| Pos.    | Temps            | Nom         | Pays       | Natation        | T1           | Cyclisme        | T2           | Course à pied   |
| ------- | ---------------- | ----------- | ---------- | --------------- | ------------ | --------------- | ------------ | --------------- |
|         | 12 h 55 min 38 s | Lyn Lemaire | États-Unis | 1 h 16 min 20 s | 0 min 00 s   | 6 h 30 min 00 s | 0 min 00 s   | 5 h 10 min 00 s |
| Source: |                  |             |            |                 |              |                 |              |                 |